# Wilhelm Smiths
Wilhelm Smiths (* 4. Oktober 1847 in Meyerich; † 22. Oktober 1925 in Meyerich) war Ehrenamtmann und Mitglied des Deutschen Reichstags.

## Leben
Smiths besuchte das Gymnasium in Soest und war Gutsbesitzer auf Haus Meyerich bei Welver. 1866 trat er beim 1. Westphälischen Infanterie-Regiment Nr. 13 in Münster ein und wurde 1867 zum Portepee-Fähnrich und 1868 zum Seconde-Lieutenant befördert. 1873 schied er aus und trat zu den Reserve-Offizieren des Regiments über. Am 26. August 1873 wurde er zum Ehrenamtmann des Amts Schwefe, Kreis Soest ernannt. 1876 wurde er zum Premierlieutenant, 1884 zum Hauptmann der Landwehr ernannt.
1899 initiierte er die Gründung des freiwilligen Feuerwehrvereins Meyerich.
Von 1887 bis 1890 war er Mitglied des Deutschen Reichstags für den Wahlkreis Regierungsbezirk Arnsberg 7 Hamm, Soest und die Nationalliberale Partei.